# Argentina nos Jogos Olímpicos de Inverno de 1980
A Argentina competiu nos Jogos Olímpicos de Inverno de 1980, realizados em Lake Placid, Estados Unidos.